# Портрет Василия Трифоновича Акентьева
«Портрет Василия Трифоновича Акентьева» — картина английского художника Джорджа Доу из Военной галереи Зимнего дворца.
Картина представляет собой ростовой портрет барабанщика Роты дворцовых гренадер Василия Трифоновича Акентьева из состава Военной галереи Зимнего дворца.
Василий Трифонович Акентьев (Акинтьев, 1787 — не ранее 1831) — происходит из солдатских детей. В военной службе состоял с 1805 года, служил в лейб-гвардии Финляндском полку. Принимал участие в походе в Австрию в 1805 году, в сражении при Аустерлице был дважды ранен и некоторое время считался пропавшим без вести, далее он участвовал в кампании 1806—1807 годов в Восточной Пруссии, в Отечественной войне 1812 года и в Заграничных походах 1813 и 1814 годов. В 1827 году зачислен барабанщиком в Роту дворцовых гренадер и в 1831 году уволен в бессрочный отпуск с начислением пенсии.
Изображён стоящим в помещении, слева за спиной открытая дверь, в которой видна листва, справа — уходящая вдаль колоннада. Одет в форму барабанщика дворцовых гренадер, на груди знак отличия ордена Св. Анны, серебряная медаль «В память Отечественной войны 1812 года» на Андреевской ленте, медаль «За взятие Базарджика» и медаль «За взятие Парижа». Перед ним на полу стоит барабан. Сзади из-за ног видны краем сабельные ножны. В правом нижнем углу подпись художника и дата: Geo Dawe RA 1828, чуть левее её голубой краской нанесены цифры: 170 (эти цифры соответствуют номеру картины в «Описи картин Николая I»). Слева внизу чёрной краской нанесена поздняя надпись, относящаяся к первой половине 1830-х годов: Барабанщикъ Василiй Акентьевъ. С тыльной стороны картины белой краской повторён номер «Описи картин Николая I» и красно-коричневым нанесён шифр Е346, мелом написаны цифры 81; на перекладине подрамника два зачеркнутых шифра, соответствующих номерам в описях Екатерининского дворца: зелёным ЕДМ 762 и светло-голубым ЕДМ 1141.
Картина написана в начале 1828 года и является одним из четырёх ростовых портретов дворцовых гренадер, написанных Доу по отдельному заказу императора Николая I (гонорар Доу за эту работу был выплачен в следующем году). Считалось что вся серия создавалась в первую очередь как иллюстрация образцов военной формы, однако по замечанию хранителя британской живописи в Эрмитаже Е. П. Ренне «упоминание имён наиболее заслуженных лейб-гвардейцев в заказе свидетельствует, что они были самоценны как портреты».
Первоначально картина находилась в уборной Николая I в Александровском дворце в Царском Селе, затем находилась в Большом флигеле Екатерининского дворца. В 1941 году, после начала Великой Отечественной войны, картина была эвакуирована, хранилась в Центральном хранилище музейных фондов пригородных дворцов в Павловске и в 1956 году передана в Эрмитаж. Выставлялась в Военной галерее Зимнего дворца, затем была убрана в запасники. После того как в 2003 году зал Военной галереи прошёл капитальную реставрацию картина вновь была там выставлена, расположена на торцевой стене справа от входа со стороны Дворцовой церкви.
Вопреки подписи, существуют сомнения в том, что на картине изображён именно Василий Акентьев. В опубликованном списке гренадер, зачисленных в Роту дворцовых гренадер при её сформировании, значится два барабанщика: кроме Акентьева ещё Андрей Леонов, переведённый в роту из лейб-гвардии Измайловского полка. В этом списке указано, что Акентьев имел Знак отличия Военного ордена Св. Георгия и не имел Знака ордена Св. Анны, который мы видим на портрете. И наоборот, Леонов имел знак ордена Св. Анны и не имел Георгиевского креста. Однако подпись нанесена на картину в первой половине 1830-х годов, ещё когда Леонов находился на службе, а Акентьев совсем недавно вышел в отставку, и соответственно картину могли видеть как их сослуживцы, так и непосредственное начальство, лично знавшие обоих гренадер, и нет сведений о том, что кто-либо из них указал на возможную ошибку в подписи. 
В. М. Глинка, описывая портреты дворцовых гренадер, отмечал:

Глядя на портреты дворцовых гренадеров, мы прежде всего должны помнить, что это — рядовые представители того доблестного русского войска, которое обороняло нашу Родину в 1812 году. …Это — как бы представители тех, чьи геройские тени незримо присутствуют в Военной галерее, выстраиваясь в тесный строй за каждым генералом, водившим их в бой. Это — те, без чьей храбрости, упорства и мужества самый талантливый полководец не одержал бы своих прославленных побед

Другие портреты дворцовых гренадер работы Доу

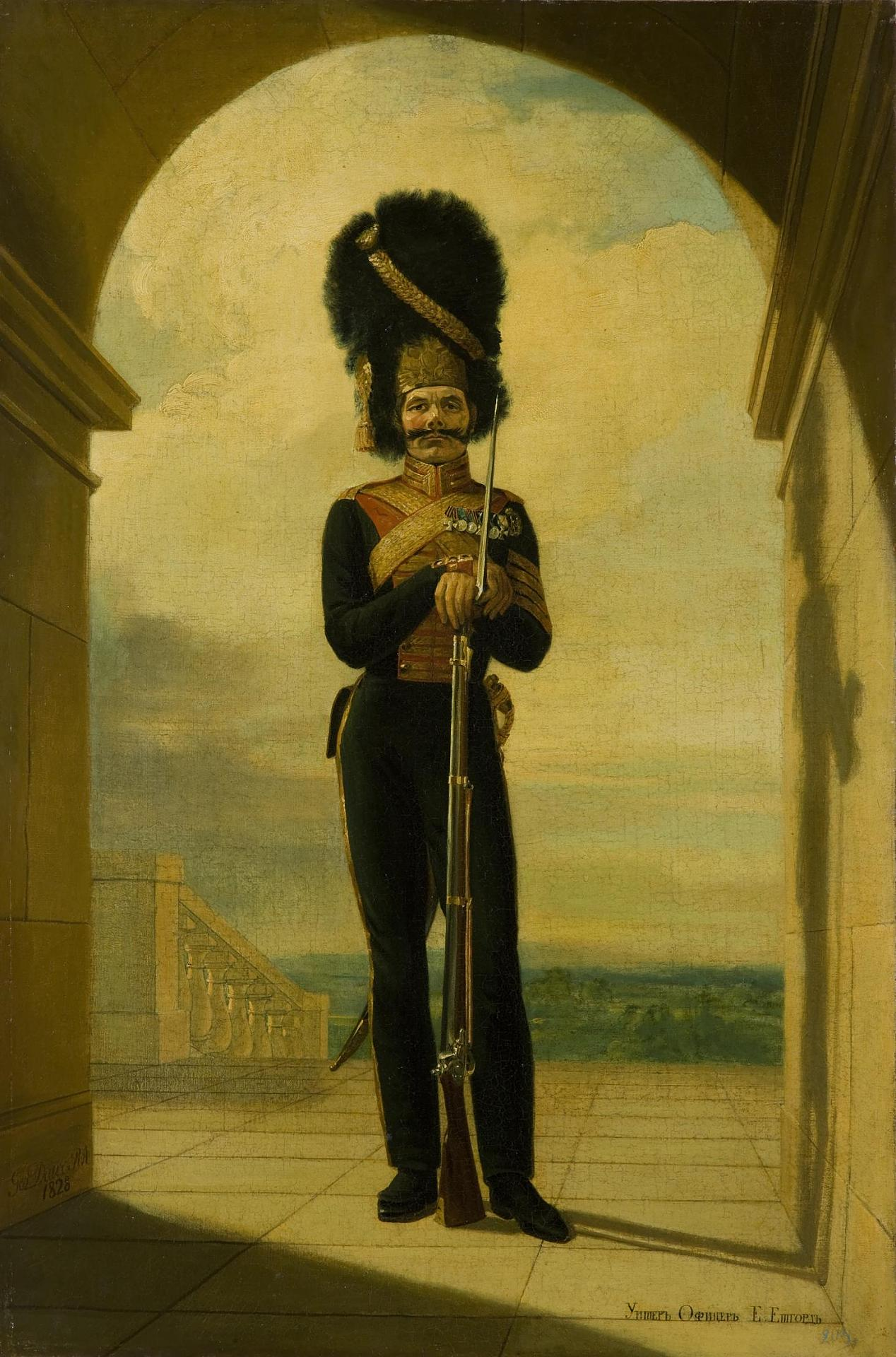
Портрет Егора Егоровича Гетгорта
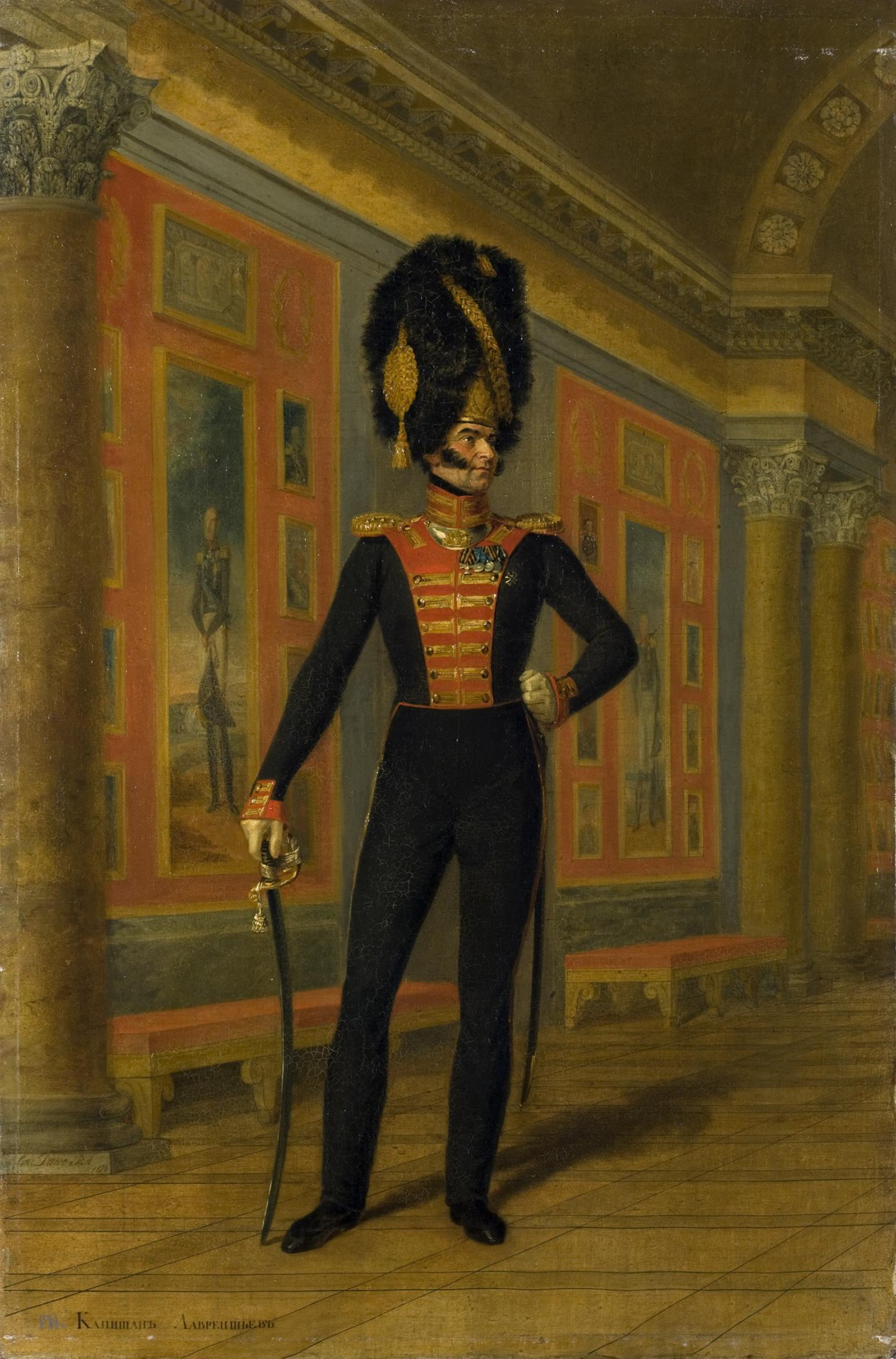
Портрет Василия Михайловича Лаврентьева
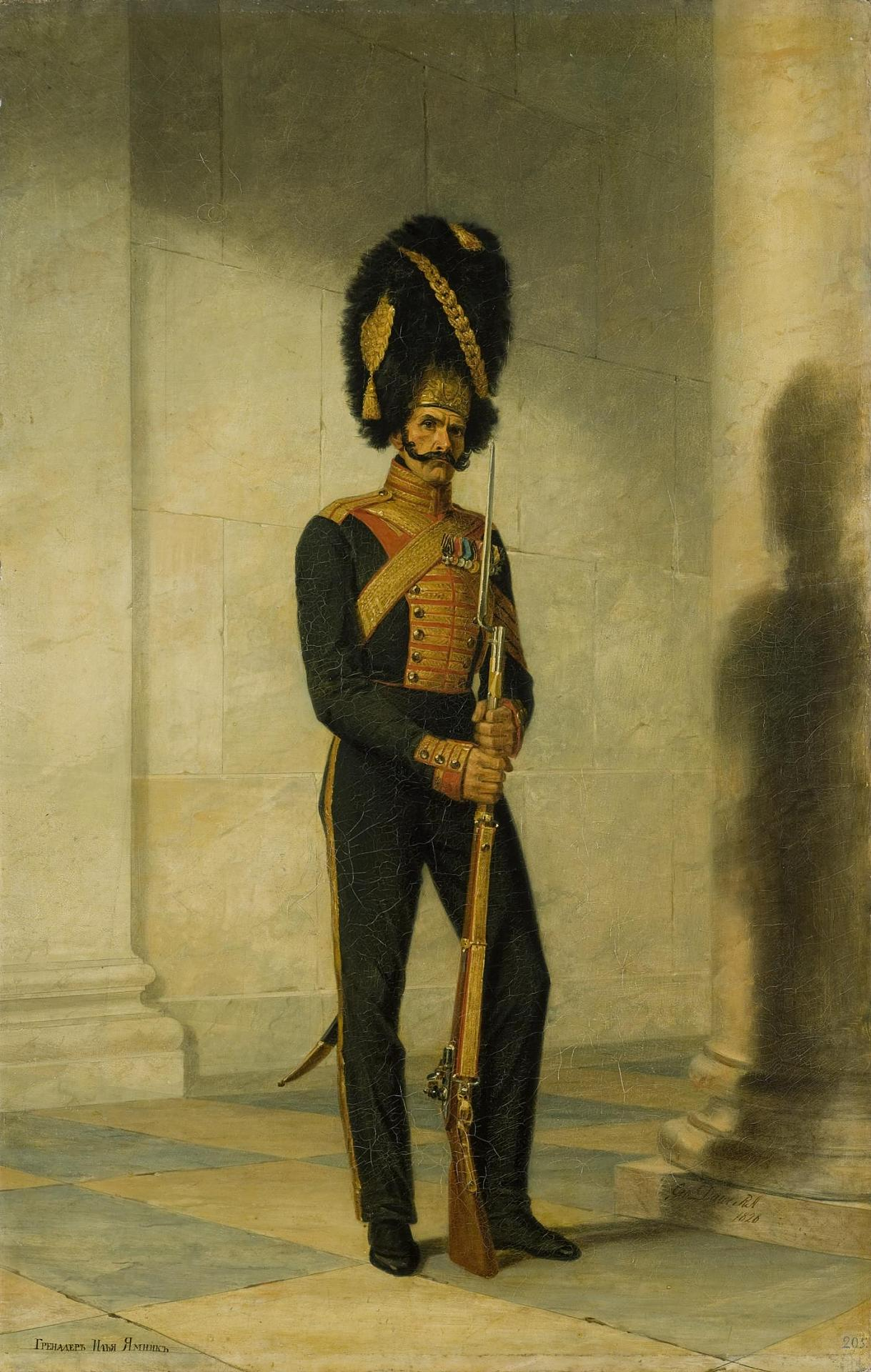
Портрет Ильи Григорьевича Ямника